# Tarsoly Krisztina
Tarsoly Krisztina (Hajdúnánás, 1976. július 21. –) magyar színésznő.

## Életpályája
A debreceni Ady Endre Gimnázium dráma tagozatán érettségizett. Színészi tanulmányait a Fiatal Színházművészetért Alapítványi Színiskolában Békéscsabán végezte 1994 és 1998 között, ahol Konter László, Gáspár Tibor és Bartus Gyula voltak a mesterei. Azóta a Békéscsabai Jókai Színház tagja. Játszik az RS9 Színházban is és a színészet mellett rendezésssel is foglalkozik. 2022-2025 között a Színház- és Filmművészeti Egyetem drámainstruktor szakos hallgatója.

## Fontosabb színházi szerepei
- William Shakespeare: Vízkereszt, vagy amit akartok:... Viola
- William Shakespeare: Rómeó és Júlia... Júlia (Capuleték leánya)
- Henrik Ibsen: Nóra... Nóra
- Henrik Ibsen: Solness építőmester... Hilda Wangel
- Edward Albee: Nem félünk a farkastól... Honey
- Neil Simon: Pletyka... Chris Gorman
- Neil Simon: Az utolsó hősszerelmes... Elaine Navazio; Bobbi Michele; Jeanette Fisher
- Friedrich Schiller: Stuart Mária... Mária II
- Arisztophanész - Hamvai Kornél - Nádasdy Ádám: Lüzisztraté... Lampitó (spártai feleség)
- Stendhal:  Vörös és fekete... Mathilde (De La Mole márki lánya)
- Borisz Lvovics Vasziljev: Csendesek a hajnalok... Rita Oszjanyina
- Valentyin Petrovics Katajev: A kör négyszögesítése... Tonya
- Nyikolaj Vasziljevics Gogol: Háztűznéző... Agafja Tyihonovna (kereskedő leánya, a menyasszony)
- Lope de Vega: A kertész kutyája... Anarda
- Federico García Lorca: Bernarda Alba háza... Adela (Bernarda lánya)
- Heltai Jenő: A tündérlaki lányok: Olga
- Heltai Jenő: Naftalin... Terka
- Füst Milán: Boldogtalanok: Víg Vilma
- Németh László: Villámfénynél... Sata
- Örkény István Macskajáték... Egérke
- Fejes Endre - Presser Gábor - Sztevanovity Dusán: Jó estét nyár, jó estét szerelem... Katalin
- Verebes István: Senki sem tökéletes avagy nincs, aki hűvösen szereti... Kriszti
- Pozsgai Zsolt: Razzia... Ann (25 éves, mozgalmista)
- Bartus Gyula: Életek árán... Mány Erzsébet
- Pataki Éva: Edith és Marlene... Piaf
- Tallér Edina: A negyvenkettedik széken ülő nő... A nő
- Szabó Magda: Születésnap... Pelikán (Tibai néni)
- Szabó Magda: Az ajtó... Magda
- Noël Coward: Vidám kísértet... Elvira
- Marsha Norman: Jóccakát, anya!... Jessie Cates
- Michel Tremblay: Sógornők... Lise Paquette (Linda barátnője)
- Peter Buckman: A zenekar - "...Most mind együtt"... Jenny (Mathew unokahúga, iskoláslány)
- John Arden: Gyöngyélet... Dóri
- Lillian Hellman: Könyörtelenek (The little foxes)... Elisabeth Giddens
- Paul Foster: I. Erzsébet... Mária skót királynő, az ég, egy hugenotta, Tilly Boom (a mosónő)
- Marc Camoletti: Boldog születésnapot... Brigitte (második)
- Drago Jancar: Hallstatt... Jula
- Bengt Ahlfors: Színházkomédia... Matilda (rendező, a színház művészeti vezetője)
- Grimm fivérek: Hamupipőke... Klotild
- Jevgenyij Lvovics Svarc: A király meztelen... Harmadik udvarhölgy; Grófnő
- Gyárfás Endre - Kocsák Tibor: Dörmögőék űrvendége... Réka
- Koleszár Bazil Péter: Négy évszak... Királylány
- Pierre Chesnot: Hotel Mimóza... Cécile Moncey

## Rendezései
- Weöres Sándor: Bóbita
- Angyalok szárnyalása
- Csikós Attila: Két összeillő ember

## Filmek, tv
- Frederico García Lorca: Bernarda Alba Háza
- Friedrich Schiller: Stuart Mária (színházi előadás tv-felvétele)
- Henrik Ibsen: Nóra (színházi előadás tv-felvétele)
- Örkény István: Macskajáték (színházi előadás tv-felvétele)
- A föld szeretője (2010)

## Díjai
- Legjobb vidéki színésznő (Rivalda Fesztivál, 2010)
- Békéscsaba Ifjúságáért díj (2016)
- Magyar Ezüst Érdemkereszt (2021)